# Ferrovia Biella-Balma
La ferrovia Biella - Balma era una linea ferroviaria a scartamento ridotto, a trazione elettrica che partendo dal centro di Biella raggiungeva la stazione di Balma, nel Comune di Quittengo. Venne dismessa nel 1958.

## Storia

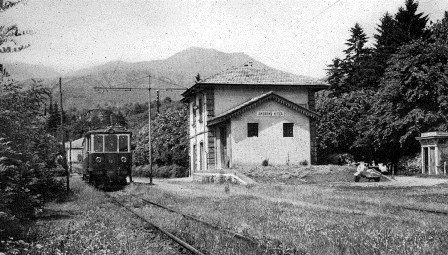
Stazione di Andorno Micca

Con regio decreto n° 6597 dell'8 novembre 1889 la Societé Générale des Chemins de Fer Économiques, azienda di diritto belga, ottenne la concessione per la costruzione e l'esercizio di tre ferrovie economiche che avrebbero unito Biella rispettivamente a Balma, Vallemosso e Mongrando.
Inaugurata assieme alle altre linee sociali il 31 dicembre 1891, la Biella-Balma venne gestita dalla società belga fino al 1923, anno in cui la stessa, insieme alla linea per Vallemosso, fu ceduta alla neocostituita Società Anonima Ferrovie Elettriche Biellesi, che avviò l'elettrificazione delle due linee. L'avvio del servizio a trazione elettrica, attuato con corrente continua a 2.400 volt in seguito all'emanazione dei provvedimenti di incentivazione statale, avvenne nell'ottobre 1924 con ottimi risultati dal punto di vista dei passeggeri trasportati, raddoppiati tra il 1924 e il 1925. La linea di Mongrando era stata nel frattempo passata sotto la SABOTE, società che aveva in gestione la tranvia Biella-Oropa.

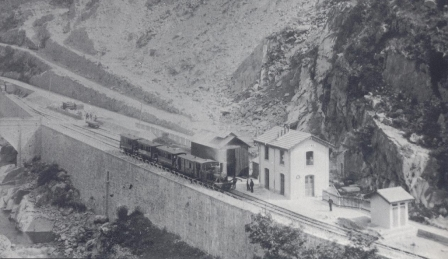
Il capolinea di Balma

Fra le curiosità che caratterizzarono la storia della linea si registrò nel 1924 la presenza di una delle prime locomotive Diesel-elettriche realizzate in Italia, precisamente dalla Fiat Ferroviaria, con azionamenti TIBB e giunta sui binari FEB per essere sottoposta a un ciclo di prove prima della consegna alla società Mediterranea Calabro-Lucane, presso la quale fu immatricolata come MCL 301. Per analoghi motivi negli anni seguenti il medesimo costruttore provò sull'impegnativa linea per Balma numerosi altri rotabili fra cui le automotrici RALn 60 destinati alla rete FS a scartamento ridotto della Sicilia e altre analoghe per le ferrovie indiane.
La linea svolgeva traffico merci e trasporto di viaggiatori anche in funzione dello stabilimento termale di Andorno Bagni.
Nel 1954, in un clima politico non favorevole agli investimenti nel trasporto su rotaia e con impianti penalizzati dalla concorrenza del trasporto individuale, le Ferrovie Elettriche Biellesi, la SABOTE e alcuni operatori su gomma locali vennero incorporate nella nuova Azienda Trasporti Autoferrotranviari (ATA), che si adoperò per la sostituzione di tutti gli impianti ferrotranviari con servizi automobilistici.
Riaperta dopo aver riparato i danni di uno smottamento, che nel novembre 1951 aveva interessato un centinaio di metri di linea fra le stazioni di Tollegno e Miagliano, la linea venne definitivamente chiusa all'esercizio il 29 ottobre 1958 e rapidamente smantellata.

## Caratteristiche
Per le ferrovie economiche costruite dalla "belga" fu adottato lo scartamento di 950 mm, analogo a quello della tranvia Biella-Oropa. La linea presentava una lunghezza complessiva di 13,457 chilometri prevalentemente in sede propria, con numerose opere d'arte e stazioni rette da capostazione.
La pendenza massima della linea era del 40,8 per mille e il raggio di curvatura di 70 m.

### Percorso
| Unknown route-map component "exCONTg" |

| Unknown route-map component "exBHF" |

| Unknown route-map component "exBHF" |

| Unknown route-map component "exBHF" |

| Unknown route-map component "exCONTgq" | Unknown route-map component "exABZgr" |  |

| Unknown route-map component "exHST" |

| Unknown route-map component "exBHF" |

| Unknown route-map component "exBHF" |

|  | Unknown route-map component "exABZg+l" | Unknown route-map component "exSTR+r" |

|  | Unknown route-map component "exKBHFe" | Unknown route-map component "exSTR" |

|  |  | Unknown route-map component "exBHF" |

|  |  | Unknown route-map component "exHST" |

|  |  | Unknown route-map component "exBHF" |

|  |  | Unknown route-map component "exBHF" |

|  |  | Unknown route-map component "exBHF" |

|  |  | Unknown route-map component "exKBHFe" |

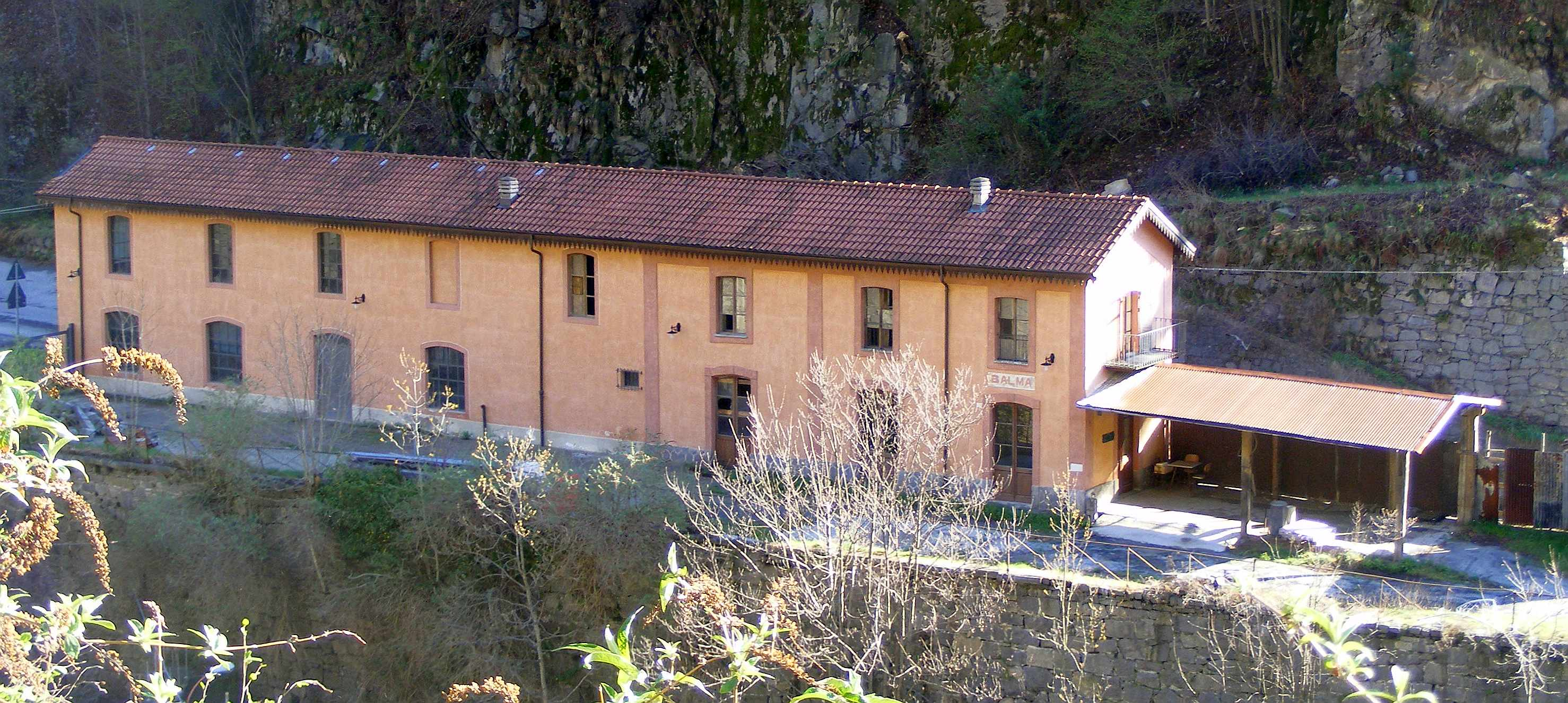
La ex stazione della Balma nel 2012

La linea collegava il centro urbano di Biella con Balma (Quittengo), località sede di importanti cave di sienite e lungo il percorso, altre località sedi di opifici con cui era raccordata.
Un raccordo interno al percorso urbano di Biella collegava la stazione FEB a quella a scartamento normale della linea Biella-Santhià per consentire l'inoltro dei carichi provenienti dalle cave di Balma.
Lasciato il capolinea e affiancata via Cernaia, subito dopo il bivio della linea per Vallemosso posto in corrispondenza del ponte sul torrente Cervo, veniva intersecato a raso il binario tranviario a scartamento 750 mm della tranvia Biella-Cossato. Il tracciato della ferrovia proseguiva verso nord lungo la sponda idrografica destra del torrente, approcciandola con un tratto in sede propria lungo circa 400 metri. Scavalcato l'Oropa era presente un raccordo con la Filatura e Tessitura di Tollegno, località dotata di propria stazione superata la quale veniva incontrato il ponte lungo 38 metri sul torrente Cervo e a seguire l'abitato di Lorazzo. I treni giungevano dunque a Miagliano, che veniva raggiunta con una stazione di testa raccordata con gli adiacenti Cotonifici Poma.
Con un regresso verso sud seguito da una stretta curva era dunque raggiunto l'abitato di Andorno Micca, servito da una stazione principale e una fermata sita in località bagni, e quello di Sagliano Micca, dopo aver raggiunto il raccordo con il cappellificio Barbisio. Proseguendo su un pianoro in una valle che si faceva via via sempre più incassata veniva infine raggiunto il capolinea "Balma", posto a Quittengo, ov'erano presenti estese cave di sienite, principale materiale trasportato dalla ferrovia.